# Jerome Nadal
Jérôme Nadal (Spaans :Jerónimo Nadal, Latijn Hiëronymus Nadal, Palma De Mallorca (Balearen), 11 augustus 1507 - Rome, 3 april 1580) was een Spaanse jezuïet en een van de oorspronkelijke medeoprichters van de jezuïetenorde onder leiding van Ignatius van Loyola. Als vicaris-generaal van de orde was hij een nauwe medewerker van Ignatius, die veel geraadpleegd werd voor informatie over de bedoelingen van deze stichter.

## Leven
Nadal was de oudste van vier kinderen van Antonio Nadal, een advocaat, en Maria Morey. Hij studeerde eerst aan de Universiteit van Alcalá de Henares (1526), waar hij Ignatius van Loyola voor de eerste keer ontmoette, maar wist niet wie het was.
In de herfst van 1532 ging Jeronimo naar de universiteit van Paris om zijn studies voort te zetten. Hij voelde zich aangetrokken tot het priesterschap, en, terwijl hij wiskunde studeerde, begon hij ook met de theologie. In het Latijnse kwartier kwam hij in 1535 Ignatius opnieuw tegen, samen met zijn groep vrienden waaronder Petrus Faber, Franciscus Xaverius en  Diego Laynez. Ook hier vertrouwde hij het zaakje niet, omdat hij ze verdacht lid te zijn van de alumbrados, een heretisch genootschap. Hij hield afstand, omdat hij bang was dat hij hierdoor problemen zou krijgen met de Inquisitie. Hij verkoos het evangelie boven de geestelijke oefeningen.
Zoals alle Spanjaarden moest hij wegens de Italiaanse Oorlog (1535-1538) in 1536 Parijs verlaten, en ging in Avignon verder studeren. Daar leerde hij zo goed Hebreeuws, dat hem de positie van geestelijk leidsman en hoofd-rabbi van Avignon werd aangeboden. Streng in de leer, begon hij aan zichzelf te twijfelen.
In april van dat jaar 1536 werd hij priester gewijd door de hulpbisschop van Avignon, Simon de Podio, en op 11 mei verkreeg hij het doctoraat in de theologie.
Toen hij naar zijn eiland terugging voor een comfortabele kerkelijke cariëre, "ontwaakte hij uit een diepe slaap" toen hij de fameuze brief van St. Franciscus Xaverius uit India las, die de theologen van de universiteiten van Europa opriep naar de missies te komen en zielen te redden, in plaats van lege kennis te vergaren. Tot zijn verbazing ontdekte hij dat Ignatius zijn religieuze overste was en dat de Jezuïeten inmiddels door Rome erkend waren. Hij vertrok daarop onmiddellijk naar Rome.
Op zijn acht-en-dertigste werd hij lid van de Sociëteit van Jezus. Ignatius onderkende zijn talenten en maakte hem een vertrouwde assistent, een "contemplatief in actie", zoals Nadal zichzelf en het Ignatiaanse ideaal later zou omschrijven.
Hem werd in 1548 de taak toevertrouwd het eerste Jezuïetencollege op te richten in Messina. Later kreeg hij de opdracht door Italië, Spanje en Portugal te reizen om de nieuwe concept-constituties aan de Jezuïeten uit te leggen, en de reacties in ontvangst te nemen, die daarop in Rome werden geïntegreerd in de definitieve versie.
In 1554 benoemde Ignatius hem tot Vicaris generaal van de Sociëteit. Toen Ignatius in 1556 stierf, was hij een grote raadgever van de Jezuïeten, omdat hij hem van zo dichtbij had meegemaakt. In 1558 werd echter Diego Laínez als Ignatius' opvolger gekozen.
Nadal stierf op 3 April 1580 in het Sant'Andrea al Quirinale novitiaat in Rome.

## Leer
Hij was ruimdenkend als het gaat over de geestelijke oefeningen. Zo was hij niet tegen een interreligieus gebruik ervan.

## Werken
Nadal staat bekend als een getrouw vertegenwoordiger van de mening van St. Ignatius van Loyola zijn religieuze overste, en als uitvoerder van zijn wensen. Op deze zijn vraag naar een geïllustreerde uitgave van de Geestelijke oefeningen heeft Nadal een goed uitgewerkt exemplaar weten te laten produceren. Nadal vroeg verschillende kunstenaars voor dit project van 153 afbeeldingen, en schreef zelf uitgebreide inleidingen. Evangelicae Historiae Imagines, werden gepubliceerd in Antwerpen (stad) in 1593, dertien jaar na zijn dood.
- Biblioteca Nacional de España: XX1376427
- Bibliothèque nationale de France: cb12074414n (data)
- Catàleg d'autoritats de noms i títols de Catalunya: 981058521799006706
- Gemeinsame Normdatei: 119029022
- International Standard Name Identifier: 0000 0001 2100 2839
- Library of Congress Control Number: n85310275
- Nationale Bibliotheek van Tsjechië: jx20071204064
- Nationale Bibliotheek van Israël: 987007277585305171
- Nederlandse Thesaurus van Auteursnamen: 070956650
- Istituto Centrale per il Catalogo Unico: SBLV024413
- LIBRIS: 195788
- Système universitaire de documentation: 029033527
- Trove: 1040419
- Virtual International Authority File: 29557967
- WorldCat: E39PBJp63R7pGBmTdrGVXgWYyd